# Liste des maires de Colomiers
Cet article dresse une liste par ordre de mandat des maires de Colomiers.

## Liste des maires

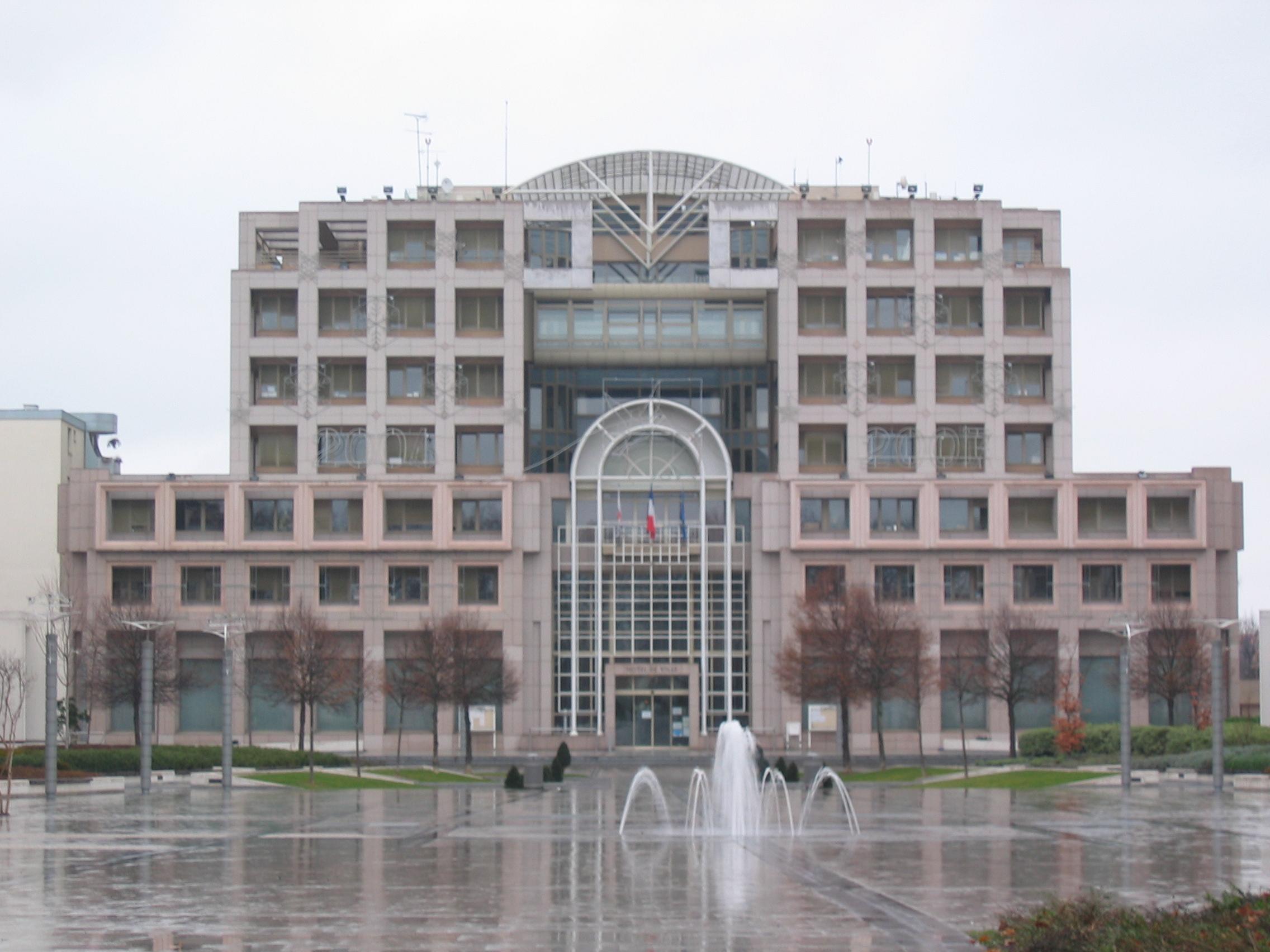
L'hôtel de ville de Colomiers.

| Période         | Période         | Identité                            | Étiquette    | Qualité |
| --------------- | --------------- | ----------------------------------- | ------------ | --- |
| 08/02/1790      | 03/1791         | Jean-Bernard Dupoix                 |              | |
| 06/03/1791      | 10/1792         | Gervais Collongues                  |              | |
| 23/10/1792      | 04/1794         | Jacques Nourric                     |              | |
| 11/04/1794      | 05/1795         | Pierre Bourcet                      |              | |
| 15/05/1795      | 12/1795         | Jean Chaumeton, dit Merle           |              | |
| 12/1795         | 06/1800         | Suppression mairies                 |              | |
| 30/06/1800      | 05/1804         | Pierre Goulard                      |              | |
| 12/05/1804      | 07/1815         | Francois-Xavier Mescur de Lasplanes |              | |
| 05/07/1815      | 07/1815         | Pierre Goulard                      |              | |
| 18/07/1815      | 09/1825         | Francois-Xavier Mescur de Lasplanes |              | |
| 14/11/1825      | 01/1826         | Gabriel Soulignac                   |              | |
| 02/01/1826      | 07/1829         | Antoine de Sarlabous                |              | |
| 11/07/1829      | 02/1832         | Gabriel Soulignac                   |              | |
| 09/02/1832      | 01/1837         | Jean-Baptiste Bonnet                |              | |
| 12/01/1837      | 08/1846         | Antoine Duroutge                    |              | |
| 09/08/1846      | 03/1848         | Jean Azéma                          |              | |
| 31/07/1848      | 12/1850         | Pierre Bonnet                       |              | |
| 23/02/1851      | 01/1852         | Victor Ballet                       |              | |
| 18/01/1852      | 06/1854         | Germain Bertrand                    |              | |
| 29/06/1854      | 06/1855         | Victor Ballet                       |              | |
| 19/06/1855      | 05/1856         | Eugène Penavayre                    |              | |
| 04/05/1856      | 10/1863         | Pierre Sénac                        |              | |
| 18/10/1863      | 09/1870         | Jean-Baptiste Pigny                 |              | |
| 07/09/1870      | 04/1871         | Auguste Besse                       |              | |
| 30/04/1871      | 03/1874         | Jean-Baptiste Pigny                 |              | |
| 07/03/1874      | 01/1878         | Léonce Mercié                       |              | |
| 13/01/1878      | 05/1880         | Didier Demeur                       |              | |
| 15/05/1880      | 01/1881         | Guillaume Collongues                |              | |
| 09/01/1881      | 04/1882         | Didier Demeur                       |              | |
| 16/04/1882      | 05/1888         | André Marini                        |              | |
| 13/05/1888      | 01/1890         | Gabriel de Belcastel                |              | |
| 02/01/1890      | 02/1890         | Michel Soulignac                    |              | |
| 23/02/1890      | 05/1896         | Léonce Mercié                       |              | |
| 03/05/1896      | 05/1900         | Didier Demeur                       |              | |
| 6 mai 1900      | mars 1934       | Étienne Collongues                  | Radical      | |
| 18 mars 1934    | avril 1934      | Délégation spéciale                 |              | |
| 15 avril 1934   | octobre 1944    | Émile Calvet                        | Modéré       | |
| 20 octobre 1944 | 21 janvier 1966 | Eugène Montel                       | SFIO         | Instituteur Conseiller municipal de Narbonne Conseiller général de Toulouse-Ouest (1945-1966) Président du conseil général de la Haute-Garonne (1947-1966) Député (1951-1966)                            |
| 20 février 1966 | 17 mars 2001    | Alex Raymond                        | SFIO puis PS | Adjoint au maire (1953-1966) Conseiller général de Toulouse-Ouest (1966-1973) Conseiller général de Toulouse-3 (1973-1985) Président du conseil régional de Midi-Pyrénées (1981-1986) Député (1973-1986) |
| 17 mars 2001    | 4 avril 2014    | Bernard Sicard                      | PS           | Vice-président de la CU du Grand Toulouse Conseiller général de Toulouse-13 (1998-2011) Vice-président du conseil général de la Haute-Garonne                                                            |
| 4 avril 2014    | en cours        | Karine Traval-Michelet,             | PS           | Cadre supérieure 2e vice-présidente de Toulouse Métropole |